# Wit-Russische parlementsverkiezingen 2019
De Wit-Russische parlementsverkiezingen van 2019 vonden op 17 november van dat jaar plaats en resulteerden in een overwinning voor politieke partijen en kandidaten die het regime van president Aleksandr Loekasjenko steunen. De laatste echter oppositiekandidaten verdwenen uit het Huis van Afgevaardigden.
Verkiezingen in Wit-Rusland voldoen niet aan de internationale democratische criteria.

## Uitslag
| Wit-Russische parlementsverkiezingen 2019                      | Wit-Russische parlementsverkiezingen 2019           | Wit-Russische parlementsverkiezingen 2019                                                    | Wit-Russische parlementsverkiezingen 2019 | Wit-Russische parlementsverkiezingen 2019 | Wit-Russische parlementsverkiezingen 2019 | Wit-Russische parlementsverkiezingen 2019 | Wit-Russische parlementsverkiezingen 2019 |
| Afbeelding                                                     | Partij                                              | Russisch Wit-Russisch                                                                        | Stemmen                                   | %                                         | Zetels                                    | Verschil                                  |                                           |
| -------------------------------------------------------------- | --------------------------------------------------- | -------------------------------------------------------------------------------------------- | ----------------------------------------- | ----------------------------------------- | ----------------------------------------- | ----------------------------------------- | ----------------------------------------- |
|                                                                | Communistische Partij van Wit-Rusland               | Коммунистическая партия Беларуси Камуністы́чная па́ртыя Белару́сі                               | 559.537                                   | 10,62%                                    | 11 / 110                                  | +3                                        |                                           |
|                                                                | Republikeinse Partij van de Arbeid en Gerechtigheid | Республиканская партия труда и справедливости Рэспубліканская партыя працы і справядлівасьці | 355.971                                   | 6,75%                                     | 6 / 110                                   | +3                                        |                                           |
|                                                                | Wit-Russische Patriottische Partij                  | Белорусская патриотическая партия Беларуская патрыятычная партыя                             | 75.283                                    | 1,43%                                     | 2 / 110                                   | -1                                        |                                           |
| Logo LDPB                                                      | Liberaal-Democratische Partij van Wit-Rusland       | Либерально-демократическая партия Беларуси Ліберальна-дэмакратычная партыя Беларусі          | 280.683                                   | 5,36%                                     | 1 / 110                                   | 0                                         |                                           |
| Logo Wit-Russische Agrarische Partij                           | Wit-Russische Agrarische Partij                     | Белорусская аграрная партия Беларуская аграрная партыя                                       | 46.785                                    | 0,89%                                     | 1 / 110                                   | +1                                        |                                           |
|                                                                | Verenigde Burgerpartij                              | Объединённая гражданская партия Аб'яднаная грамадзянская партыя                              | 72.192                                    | 1,37%                                     | 0 / 110                                   | -1                                        |                                           |
|                                                                | Partijloos(a)                                       |                                                                                              | 3.178.037                                 | 60,31%                                    | 89 / 110                                  | -5                                        |                                           |
|                                                                | Overige partijen                                    |                                                                                              | 701.355                                   | 13,3%                                     | 0 / 110                                   | -                                         |                                           |
| Totaal                                                         | Totaal                                              |                                                                                              | 5.269.843                                 | 100%                                      | 110                                       | 0                                         |                                           |
|                                                                |                                                     |                                                                                              |                                           |                                           |                                           |                                           |                                           |
| Geldige stemmen                                                | Geldige stemmen                                     | Geldige stemmen                                                                              | 5.269.843                                 | 99,07%                                    |                                           |                                           |                                           |
| Ongeldige/blanco stemmen                                       | Ongeldige/blanco stemmen                            | Ongeldige/blanco stemmen                                                                     | 49.725                                    | 0,93%                                     |                                           |                                           |                                           |
| Totaal uitgebrachte stemmen                                    | Totaal uitgebrachte stemmen                         | Totaal uitgebrachte stemmen                                                                  | 5.319.568                                 | 100%                                      |                                           |                                           |                                           |
| Opkomst                                                        | Opkomst                                             | Opkomst                                                                                      | 6.880.605                                 | 77,31%                                    |                                           |                                           |                                           |
| (a): Waarvan 68 aangesloten bij het pro-regimeblok Belaja Roes |                                                     |                                                                                              |                                           |                                           |                                           |                                           |                                           |
| Bronnen: Elections to the Belarusian HoR 2019, CEC, CEC        |                                                     |                                                                                              |                                           |                                           |                                           |                                           |                                           |